# Jindřichův Hradec (nádraží)
Jindřichův Hradec je železniční stanice v severní části stejnojmenného okresního města v Jihočeském kraji poblíž řeky Nežárky. Leží na jednokolejné trati Havlíčkův Brod – Veselí nad Lužnicí. Normálněrozchodná část stanice je elektrizovaná (25 kV, 50 Hz AC). Součástí stanice je i nádražní restaurace (2019). Přímo naproti nádražní budově se nalézá druhá stanice ve městě, nádraží společnosti Jindřichohradecké místní dráhy (JHMD) na neelektrizované úzkorozchodných tratích Jindřichův Hradec – Obrataň a Jindřichův Hradec – Nová Bystřice sloužící k přepravě cestujících z okolních obcí a pořádání turistických jízd.

## Historie
Stanice byla vybudována státní společností Českomoravská transverzální dráha (BMTB), jež usilovala o dostavbu traťového koridoru propojujícího již existujících železnic v ose od západních Čech po Trenčianskou Teplou. 3. listopadu 1887 byl zahájen pravidelný provoz v úseku Veselí nad Lužnicí do Jihlavy. Vzhled budovy byl vytvořen dle typizovaného architektonického vzoru shodného pro všechna nádraží v majetku BMTB.
31. října 1897 došlo i díky lokálním investicím k završení iniciativy představitelů města Nová Bystřice, kdy bylo dokončeno železniční spojení s Jindřichovým Hradcem, poté byla pro potřeby stavby trati založena akciová společnost Localbahn Neuhaus – Neubistritz (česky Místní dráha Jindřichův Hradec – Nová Bystřice), stavební práce prováděla firma Leitner & Fröhlich z Vídně. Dopravní obsluhu trati pak zajišťovala společnost Císařsko-královské státní dráhy (kkStB). Kolejový rozchod činí 760 mm (tzv. bosenský rozchod).
Úzkokolejná trať pokračovala roku 1906 směrem k Obratani, kde se trať potkávala se spojovací tratí z Horní Cerekve do Tábora (dnes označovaná jako 224). Vlastníkem trati byla akciová společnost Místní dráha Jindřichův Hradec – Obrataň, stavbu provedla firma Ing. Antonín Loos z Prahy. Provoz rovněž zajišťovala (kkStB). Po roce 1918 pak správu přebraly Československé státní dráhy. Elektrická trakční soustava zde byla dána do provozu 28. května 1980.

## Popis
Nachází se zde tři vnitřní jednostranná nekrytá nástupiště, k příchodu na nástupiště slouží přechody přes kolejiště. Nástupiště při opačné (jižní) straně slouží k obsluze vlaků úzkorozchodné trati. V těsném sousedství se nalézá také městské autobusové nádraží.